# Liste des stations du métro de Montréal
Cette liste des stations du métro de Montréal recense l'ensemble des stations selon la ligne sur laquelle elles se situent.

## Ligne 1 - verte
La ligne 1 - verte comporte 27 stations réparties sur 22,1 km.
| Station                        | Mise en service  | Distance entre les stations | Mise en service d’ascenseurs |
| ------------------------------ | ---------------- | --------------------------- | ---------------------------- |
| Angrignon                      | 3 septembre 1978 | 844,29 m                    | 2022                         |
| Monk                           | 3 septembre 1978 | 1 062,85 m                  |                              |
| Jolicoeur                      | 3 septembre 1978 | 761,39 m                    | 2022                         |
| Verdun                         | 3 septembre 1978 | 563,86 m                    |                              |
| De L'Église                    | 3 septembre 1978 | 812,30 m                    |                              |
| LaSalle                        | 3 septembre 1978 | 707,25 m                    |                              |
| Charlevoix                     | 3 septembre 1978 | 1 077,31 m                  |                              |
| Lionel-Groulx                  | 3 septembre 1978 | 1 387,74 m                  | 2019                         |
| Atwater                        | 14 octobre 1966  | 681,54 m                    | 2025                         |
| Guy-Concordia (Guy)            | 14 octobre 1966  | 593,14 m                    |                              |
| Peel                           | 14 octobre 1966  | 296,52 m                    |                              |
| McGill                         | 14 octobre 1966  | 345,69 m                    | 2023                         |
| Place-des-Arts                 | 14 octobre 1966  | 354,38 m                    | 2022                         |
| Saint-Laurent                  | 14 octobre 1966  | 336,80 m                    |                              |
| Berri-UQAM (Berri-de Montigny) | 14 octobre 1966  | 378,76 m                    | 2020                         |
| Beaudry                        | 21 décembre 1966 | 495,00 m                    |                              |
| Papineau                       | 14 octobre 1966  | 1 157,57 m                  |                              |
| Frontenac                      | 19 décembre 1966 | 1 003,95 m                  |                              |
| Préfontaine                    | 6 juin 1976      | 383,43 m                    | 2021                         |
| Joliette                       | 6 juin 1976      | 766,88 m                    |                              |
| Pie-IX                         | 6 juin 1976      | 621,85 m                    | 2022                         |
| Viau                           | 6 juin 1976      | 895,87 m                    | 2021                         |
| Assomption                     | 6 juin 1976      | 781,69 m                    |                              |
| Cadillac                       | 6 juin 1976      | 518,51 m                    |                              |
| Langelier                      | 6 juin 1976      | 621,79 m                    |                              |
| Radisson                       | 6 juin 1976      | 716,99 m                    |                              |
| Honoré-Beaugrand               | 6 juin 1976      | Terminus                    | 2018                         |

## Ligne 2 - orange
La ligne 2 - orange comporte 31 stations réparties sur 24,8 km.
| Station                        | Mise en service  | Distance entre les stations | Mise en service d'ascenseurs |
| ------------------------------ | ---------------- | --------------------------- | ---------------------------- |
| Côte-Vertu                     | 3 novembre 1986  | 777,24 m                    | 2014                         |
| Du Collège                     | 9 janvier 1984   | 1 281,69 m                  | 2018                         |
| De La Savane                   | 9 janvier 1984   | 786,70 m                    |                              |
| Namur                          | 9 janvier 1984   | 988,47 m                    |                              |
| Plamondon                      | 29 juin 1982     | 451,10 m                    |                              |
| Côte-Sainte-Catherine          | 4 janvier 1982   | 693,00 m                    |                              |
| Snowdon                        | 7 septembre 1981 | 884,41 m                    | 2016                         |
| Villa-Maria                    | 7 septembre 1981 | 1 407,32 m                  | 2022                         |
| Vendôme                        | 7 septembre 1981 | 1 450,88 m                  | 2021                         |
| Place-Saint-Henri              | 28 avril 1980    | 579,60 m                    | 2024                         |
| Lionel-Groulx                  | 28 avril 1980    | 758,60 m                    | 2016                         |
| Georges-Vanier                 | 28 avril 1980    | 530,60 m                    |                              |
| Lucien-L'Allier                | 28 avril 1980    | 381,60 m                    |                              |
| Bonaventure/Gare Centrale      | 13 février 1967  | 392,60 m                    | 2019                         |
| Square-Victoria-OACI           | 6 février 1967   | 356,60 m                    |                              |
| Place-d'Armes                  | 14 octobre 1966  | 370,60 m                    | 2017                         |
| Champ-de-Mars                  | 14 octobre 1966  | 720,50 m                    | 2016                         |
| Berri-UQAM (Berri-de-Montigny) | 14 octobre 1966  | 579,10 m                    | 2016                         |
| Sherbrooke                     | 14 octobre 1966  | 932,10 m                    |                              |
| Mont-Royal                     | 14 octobre 1966  | 932,10 m                    | 2022                         |
| Laurier                        | 14 octobre 1966  | 746,10 m                    |                              |
| Rosemont                       | 14 octobre 1966  | 541,10 m                    | 2016                         |
| Beaubien                       | 14 octobre 1966  | 712,10 m                    |                              |
| Jean-Talon                     | 14 octobre 1966  | 977,10 m                    | 2016                         |
| Jarry                          | 14 octobre 1966  | 825,60 m                    |                              |
| Crémazie                       | 14 octobre 1966  | 1 279,60 m                  |                              |
| Sauvé                          | 14 octobre 1966  | 771,60 m                    |                              |
| Henri-Bourassa                 | 14 octobre 1966  | 1 101,60 m                  | 2016                         |
| Cartier                        | 28 avril 2007    | 2 073,60 m                  | 28 avril 2007                |
| De La Concorde                 | 28 avril 2007    | 847,60 m                    | 28 avril 2007                |
| Montmorency                    | 28 avril 2007    | Terminus                    | 28 avril 2007                |

## Ligne 4 - jaune
La ligne 4 - jaune comporte 3 stations réparties sur 4,25 km.
| Station                            | Mise en service | Distance entre les stations | Mise en service d’ascenseurs |
| ---------------------------------- | --------------- | --------------------------- | ---------------------------- |
| Berri-UQAM (Berri-de Montigny)     | 14 octobre 1966 | 2 362,10 m                  |                              |
| Jean-Drapeau (Île-Sainte-Hélène)   | 1er avril 1967  | 1 572,10 m                  | 2019                         |
| Longueuil–Université-de-Sherbrooke | 1er avril 1967  | Terminus                    |                              |

## Ligne 5 - bleue
La ligne 5 - bleue comporte 12 stations réparties sur 9,7 km.
| Station                | Mise en service | Distance entre les stations | Mise en service d’ascenseurs |
| ---------------------- | --------------- | --------------------------- | ---------------------------- |
| Snowdon                | 4 janvier 1988  | 959,60 m                    | 2019                         |
| Côte-des-Neiges        | 4 janvier 1988  | 764,60 m                    |                              |
| Université-de-Montréal | 4 janvier 1988  | 667,60 m                    |                              |
| Édouard-Montpetit      | 4 janvier 1988  | 1 090,60 m                  |                              |
| Outremont              | 4 janvier 1988  | 728,60 m                    | 2024                         |
| Acadie                 | 28 mars 1988    | 727,60 m                    |                              |
| Parc                   | 15 juin 1987    | 490,60 m                    |                              |
| De Castelnau           | 16 juin 1986    | 471,60 m                    |                              |
| Jean-Talon             | 16 juin 1986    | 839,60 m                    | 2019                         |
| Fabre                  | 16 juin 1986    | 644,50 m                    |                              |
| D'Iberville            | 16 juin 1986    | 607,60 m                    | 2024                         |
| Saint-Michel           | 16 juin 1986    | Terminus                    |                              |

## Accessibilité
En 2025, 29 stations sont équipées d'ascenseurs.
- Angrignon
- Atwater
- Berri-UQAM (aucun accès par ascenseur à la ligne 4 - jaune)
- Bonaventure
- Cartier
- Champ-de-Mars
- Côte-Vertu
- De la Concorde
- D’Iberville
- Du Collège
- Henri-Bourassa
- Honoré-Beaugrand
- Jean-Drapeau
- Jean-Talon
- Jolicoeur
- Lionel-Groulx
- McGill
- Montmorency
- Mont-Royal
- Outremont
- Pie-IX
- Place-d'Armes
- Place-des-Arts
- Place-Saint-Henri
- Préfontaine
- Rosemont
- Snowdon
- Vendôme
- Viau
- Villa-Maria

En 2025, 2 stations accueillent des travaux pour l'ajout d'ascenseurs.
- Berri-UQAM (ligne 4 - jaune)
- Édouard-Montpetit